# Carsina flavibrunnea
Carsina flavibrunnea là một loài bướm đêm trong họ Noctuidae.